# Segestria senoculata
Segestria senoculata este o specie de păianjeni araneomorfi din familia Segestriidae

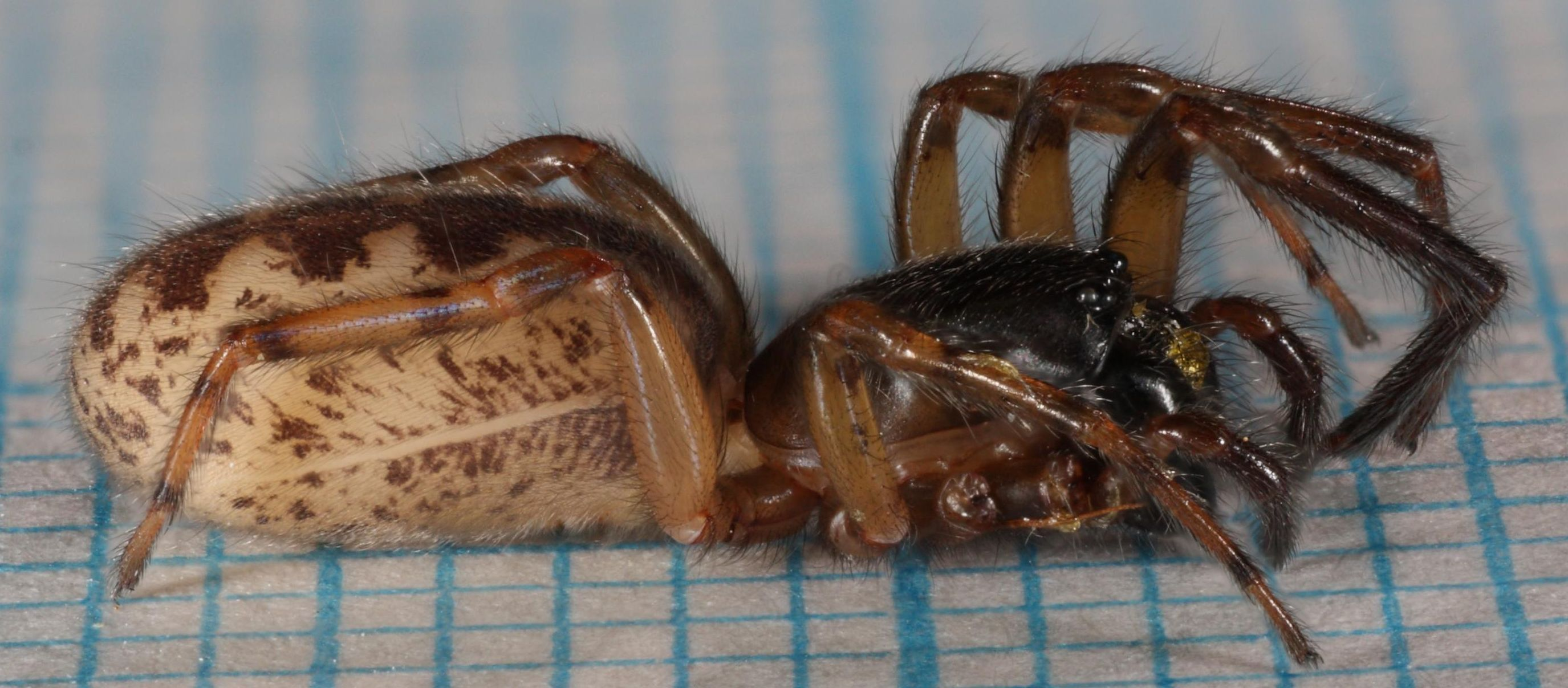
Femelă (♀)

## Descriere
Corpul are o lungime de până la 9 mm și colorat în diferite nuanțe, de la maro până la brun închis. Regiunea amplasării ochilor și baza chelicerilor pot fi mai întunecate, aproape negri.

## Ecologie
Locuiște în păduri, printre stânci, roci, în fisuri din construcții umane. Construiște o pânză conică situată în fisuri, printre roci sau sub scorața copacilor de la care pleacă 6 fire de mătase de semnalizare. S-a observat o preferință pentru copacii de fag, brad, pin, stejar.

## Răspândire
Are o răspândire palearctică, populația fiind mai densă în Europa Centrală și de Vest. În Europa de Nord se întâlnește doar în localitățile umane.